# 荒熊谷五郎
荒熊 谷五郎（あらくまたにごろう、1899年12月13日 - 1979年9月23日）は、現在の兵庫県加古川市出身で陣幕部屋に所属した力士。本名は前田 熊次（まえだ くまじ）。身長174cm、体重113kg。東京での最高位は東前頭6枚目（1928年1月場所）。得意手は右四つ、寄り。

## 来歴
1918年に大坂相撲の陣幕部屋に入門、1922年に入幕、1924年には大関に昇進し、大坂を代表する力士のひとりとなった。
1927年1月大坂相撲より加入の形で東京で新入幕となったが、大坂の大関が東京では前頭9枚目にランク付けられた。それでも、1927年5月場所には8勝2敗の好成績を挙げたり、1928年5月場所には同じ大坂出身の横綱・宮城山を破る金星を挙げた。1931年1月場所に十両に陥落したところで3月場所かぎりで廃業した。荒熊の四股名は世話になっている旅館の屋号から。

## 主な成績
- 幕内成績：70勝105敗1休  勝率.400
- 幕内（東京）在位：16場所
- 金星：1個（宮城山1個）

### 場所別成績
| 1927年 （昭和2年） | 東前頭9枚目 2–9   | 東前頭9枚目 2–9        | 東前頭15枚目 8–2–1 | 西前頭13枚目 3–8 |
| 1928年 （昭和3年） | 東前頭6枚目 1–10  | 西前頭8枚目 4–7        | 西前頭10枚目 6–5 ★ | 西前頭10枚目 6–5 |
| 1929年 （昭和4年） | 東前頭10枚目 6–5  | 東前頭10枚目 6–5       | 東前頭9枚目 7–4    | 東前頭9枚目 2–9  |
| 1930年 （昭和5年） | 東前頭11枚目 6–5  | 東前頭11枚目 5–6       | 東前頭11枚目 4–7   | 東前頭11枚目 4–7 |
| 1931年 （昭和6年） | 東十両筆頭 0–0–11 | 東十両筆頭 引退 0–0–11 | x                  | x                |
| 各欄の数字は、「勝ち-負け-休場」を示す。 優勝 引退 休場 十両 幕下 三賞：敢=敢闘賞、殊=殊勲賞、技=技能賞 その他：★=金星 番付階級：幕内 - 十両 - 幕下 - 三段目 - 序二段 - 序ノ口 幕内序列：横綱 - 大関 - 関脇 - 小結 - 前頭（「#数字」は各位内の序列） |                   |                        |                    |                  |

## 改名歴
- 荒熊 谷五郎（あらくま たにごろう）1927年1月場所 - 1931年3月場所